# Nana Gutiérrez
Yolanda Teresa Gutiérrez Bonelli, más conocida como la Nana Gutiérrez (Arica, 21 de septiembre de 1924 - Arica, 21 de mayo de 1985) fue una escritora y poeta chilena.

## Biografía
Poeta ariqueña, formó parte de la generación del 50. Escritora de antipoemas, recibió el reconocimiento de Andrés Sabella, Nicanor Parra y Pablo Neruda. Tuvo una trayectoria internacional que la llevó a ser traducida al inglés, al ruso y al francés, y a formar parte de la antología de cuentos realizada por Enrique Lafourcade, la cual sirvió de manifiesto a su generación. Esta generación incluye a destacados autores como Jorge Teillier, Enrique Lihn, Martín Cerda y Guillermo Blanco, entre otros. Nana Gutiérrez publicó además de una obra personal ligada a la antipoesía, libros en coautoría con Winston Orrillo y Marco Denevi. En 1968 ganó el Premio Municipal de poesía de Arica y en 1974 fue homenajeada por la Universidad Católica del Norte por su obra de antipoesía "Luna Llena". En el film Neruda de Pablo Larraín, del año 2016, aparece acreditada como una de las poetas amigas del ganador del Premio Nobel, interpretada por la actriz Ximena Rivas.

## Obras
- Manos Arriba[9] (1968)
- Por el rabo del ojo[10] (1970)
- Abril (1971) libro póster con dibujo, de la pintora Eugenia Concha.
- Calendario (1972) junto a Winston Orrillo (Traducido al francés por Marcel Hennart)
- Correspondencia[11] junto a Marco Denevi (1972)
- Luna Llena (1974)
- Tiempo de palomas[12] (1975)
- South America of the Poets - Selección de Selden Rodman - Hawthorn Books, 1970 (Nana Gutiérrez, pp. 236-237) ISBN 978-0809305735
- Mariposa Revolucionaria - Antología con obras reunidas (2023) ISBN 978-956-6125-06-8
- Luna Llena y Nana Poemas al streak [13] (2024) ISBN 978-956-6297-00-0

## Premios y reconocimientos
- Premio Municipal de poesía de Arica, 1968
- Homenaje a su labor poética. Organizado por la Universidad Católica del Norte, 1974
- Homenaje a la antipoeta. Organizado por la Ilustre Municipalidad de Arica, 2021

## Opiniones de contemporáneos
- Andrés Sabella: «Esta bella insectárida concede a nuestra poesía femenina el soplo noble del humorismo, iluminándola con el color de salud de frente y entrañas. Esta le coloca su corona de triunfo.».[14]
- Oscar Hahn: «En suma, la obra “Por el rabo del ojo”, de Nana Gutiérrez, es una interesante experiencia editorial y literaria, creada en la provincia, gracias al esfuerzo y tesón de una mujer perfectamenbe Anti. ».[15]
- Daniel Rojas: «Nana posee una voz que comunica logrando un equilibrio entre lo familiar y lo extraño del porvenir y, desde luego, mucho humor, una capacidad única por reinventarse, un espíritu explorador que no teme a la monstruosidad ambiental y que irradia sorna, picardía e interpela con una retórica traviesa, inteligente y mordaz.»[16]